# Frignicourt
Frignicourt is een gemeente in het Franse departement Marne (regio Grand Est). De plaats maakt deel uit van het arrondissement Vitry-le-François. Frignicourt telde op 1 januari 2022 1.751 inwoners.

## Geografie
De oppervlakte van Frignicourt bedroeg op 1 januari 2022 9,7 vierkante kilometer; de bevolkingsdichtheid was toen 180,5 inwoners per km².

## Demografie
Onderstaande figuur toont het verloop van het inwonertal (bron: INSEE-tellingen).